# Aphanes
Pour les articles homonymes, voir Aphane.
Genre
Classification phylogénétique
Aphanes est un genre de plantes à fleurs de la famille des Rosacées. Ce sont des plantes herbacées. Comme les espèces du genre Alchemilla, elles s'appellent aussi des alchémilles.

## Liste d'espèces
Selon BioLib (7 janvier 2018) :
- Aphanes arvensis L. - Alchémille des champs
- Aphanes australiana (Rothm.) Rothm.
- Aphanes australis Rydb.
- Aphanes inexspectata W. Lippert
- Aphanes pumila Rothm.

Selon ITIS (7 janvier 2018) :
- Aphanes arvensis L. – Alchémille des champs
- Aphanes australis Rydb.
- Aphanes microcarpa (Boiss. & Reut.) Rothm.
- Aphanes occidentalis (Nutt.) Rydb.